# Siegfried Schubert
Pour les articles homonymes, voir Schubert (homonymie).
Temple de la renommée allemand : 2008
Siegfried Schubert (né le 4 octobre 1939 à Hindenburg-en-Haute-Silésie) est un joueur professionnel et entraîneur allemand de hockey sur glace.

## Carrière
En tant que joueur
Siegfried Schubert joue de 1956 à 1966 à l'EV Füssen en Bundesliga. Il devient sept fois champion et remporte en 1964 la Coupe Spengler. Au cours de la saison 1965-1966, sa dernière saison, le capitaine est le meilleur buteur du championnat avec 26 buts.
Après deux blessures graves, il met fin à sa carrière à 27 ans.
Siegfried Schubert a 75 sélections en équipe d'Allemagne. Il participe aux Jeux olympiques de 1960 et Jeux olympiques de 1964. À Innsbruck, il marque trois buts. En séries éliminatoires pour prendre part à la Coupe du Monde contre la Suisse le 2 janvier 1965, il est le plus jeune capitaine allemand à 25 ans.
Pour la saison 1963-1964, il reçoit la Silbernes Lorbeerblatt.
En tant qu'entraîneur
Après sa carrière de joueur, il devient entraîneur. A l'équipe d'Oberstdorf-Sonthofen, il participe à la première saison de l'équipe en Bundesliga en 1966. Après deux années de formation à la Deutsche Sporthochschule et la Deutsche Trainerakademie, il est le premier entraîneur de hockey diplômé en 1980. Il est ensuite entraîneur de l'équipe espoir de l'EV Füssen. Sur la recommandation de son prédécesseur Vladimír Bouzek, il reprend l'équipe élite et devient le plus jeune entraîneur du championnat à 30 ans, il remporte le titre de champion en 1971 et est vice-champion en 1972. Dans le cadre de ses études, il entraîne l'EV Pfronten et l'EV Landsberg en 2. Bundesliga.
Il est aussi entraîneur adjoint de l'équipe nationale.